# Cortiuda
Cortiuda – miejscowość w Hiszpanii, w Katalonii, w prowincji Lleida, w comarce Alt Urgell, w gminie Peramola.
Według danych INE z 2005 roku miejscowość zamieszkiwały dwie osoby.